# Biblioteca Básica Salvat

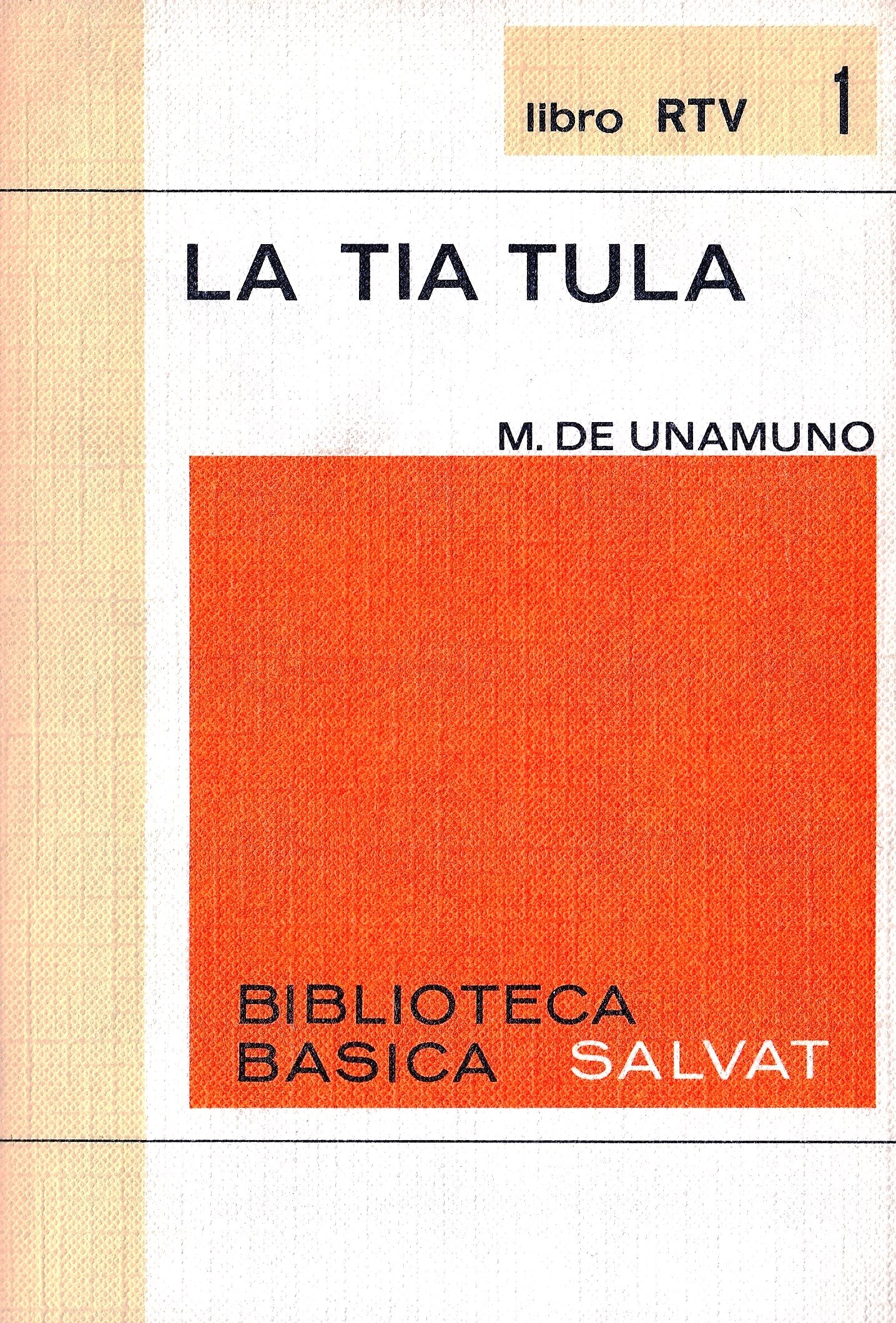
La tía Tula, de Unamuno, fue el n.º 1 de la Biblioteca Básica Salvat.

La Biblioteca Básica Salvat de libros RTV es una colección literaria española en cien volúmenes, publicada por Editorial Salvat en colaboración con Alianza Editorial entre 1969 y 1971.
La colección fue promovida por el Ministerio de Información y Turismo de España, dirigido por entonces por Manuel Fraga. Este organismo convocó un concurso entre editoriales privadas que fue adjudicado a la propuesta conjunta de Salvat y Alianza Editorial. El proyecto contó con el apoyo de Radio Televisión Española, que autorizó el uso de las iniciales RTV en la colección. Los cien volúmenes escogidos, publicados en lengua castellana, aparecieron publicados en encuadernación rústica, impresos en Estella (Navarra). El precio de venta fue de 25 pesetas cada ejemplar. Se vendieron más de treinta millones de libros.
El comité de patronazgo estuvo conformado por Dámaso Alonso, Miguel Ángel Asturias y Maurice Genevoix.

## Volúmenes
1. Miguel de Unamuno: La tía Tula
2. Marçal Olivar: Cien obras maestras de la pintura
3. Edgar Allan Poe: Narraciones extraordinarias
4. José Ortega y Gasset: El Espectador
5. Fiódor Dostoievski: El jugador
6. Camilo José Cela: Café de artistas y otros cuentos
7. Mariano José de Larra: Vuelva usted mañana y otros artículos
8. Molière: El Enfermo Imaginario / El médico a palos
9. Pío Baroja: La busca
10. José María Mascaró Porcar: El médico aconseja
11. William Shakespeare: Hamlet
12. Jonathan Swift: Viajes de Gulliver
13. Enrique Jardiel Poncela: Eloísa está debajo de un almendro
14. Francisco de Quevedo: La Vida del Buscón llamado don Pablos
15. Goethe: Werther
16. Antonio Machado: Antología poética
17. Miguel Delibes: La hoja roja
18. Colin Roman: Secretos del Cosmos
19. Julio Verne: Escuela de Robinsones
20. Miguel de Cervantes: El licenciado Vidriera y otras novelas ejemplares
21. Carlos Arniches: La Señorita de Trevélez / Es mi hombre
22. Benito Pérez Galdós: Trafalgar
23. Daniel Defoe: Robinson Crusoe
24. Ramón María del Valle-Inclán: Sonata de primavera
25. Luís Pericot García y Juan Maluquer: La humanidad prehistórica
26. Dámaso Alonso: Cancionero y romancero español
27. Robert Louis Stevenson: La isla del tesoro
28. John Dennis Carthy: La conducta de los animales
29. Josep Pla: Un viaje frustrado / Contrabando
30. Guillermo Díaz-Plaja: España en su literatura
31. J. M. Sánchez Silva: Marcelino pan y vino y otras narraciones
32. Lope de Vega: Fuente Ovejuna / El caballero de Olmedo
33. Luis Miravitlles: Visado para el futuro
34. Lev Tolstoi: La Muerte de Iván Ilich / El diablo / El padre Sergio
35. Sófocles: Áyax / Antígona / Edipo Rey
36. Luis Antonio de Vega: Viaje por la cocína española
37. Honoré de Balzac: Un asunto tenebroso
38. Clarín: Doña Berta y otros relatos
39. Ugolino Brunforte: Las florecillas de San Francisco
40. Pedro Calderón de la Barca: La vida es sueño / El alcalde de Zalamea
41. José Luis Pinillos: La mente humana
42. Mark Twain: Las aventuras de Tom Sawyer
43. Wenceslao Fernández Flórez: Volvoreta
44. Anton Chekhov: Narraciones
45. Ignacio Aldecoa: La tierra de nadie y otros relatos
46. Varios autores: Humor gráfico español del siglo XX
47. Ana María Matute: Algunos muchachos y otros cuentos
48. Jacinto Benavente: Los intereses creados
49. Martín de Riquer: Aproximación al Quijote
50. Miguel Ángel Asturias: Leyendas de Guatemala
51. José María García Escudero: Vamos a hablar de cine
52. Charles Dickens: Canción de Navidad / El grillo del hogar
53. Gustavo Adolfo Bécquer: Antología
54. Antonio Díaz-Cañabate: Paseíllo por el planeta de los toros
55. Oscar Wilde: El retrato de Dorian Gray
56. Varios autores: Cuentos rusos. Antología
57. Jaime Vicens Vives: Aproximación a la historia de España
58. Stendhal: Relatos
59. Ramón Gómez de la Serna: El caballero del hongo gris
60. Luis Rosales: Poesía española del Siglo de Oro
61. Herman Melville: Benito Cereno
62. Juan Valera: Juanita la Larga
63. Varios autores: Usted también puede hacerlo
64. Arturo Uslar Pietri: Las lanzas coloradas
65. Anónimo / Luis Vélez de Guevara: El lazarillo de Tormes / El diablo cojuelo
66. Juan Carlos Onetti: El astillero
67. Manuel Valls: Aproximación a la música
68. Arthur Conan Doyle: El perro de los Baskerville
69. Gabriel Miró: Años y leguas
70. Anónimo: Las mil y una noches
71. Joan Vilà i Valentí y Horacio Capel: Campo y ciudad en la geografía española
72. Plutarco: Alejandro y César
73. Rafael Sánchez Ferlosio: Alfanhui
74. Agustín Yáñez: Las tierras flacas
75. Fernando de Rojas: La Celestina
76. Azorín: Tiempos y cosas
77. Ramón J. Sender: El bandido adolescente
78. George Orwell: 1984
79. Arthur C. Clarke: 2001 Una odisea espacial
80. Joan Maragall: Elogio de la palabra y otros artículos
81. Heinrich Heine: Noches florentinas / Memorias del señor de Schnabelewopski
82. Varios autores: La conquista de la Tierra
83. Eduardo Mallea: El vínculo
84. José María Pemán: Signo y viento de la hora
85. Anónimo: Poema del Mío Cid
86. José A. Ramírez: El Derecho llama a tu puerta
87. Mario Vargas Llosa: Los cachorros / Día domingo / El desafío
88. François Mauriac: El desierto del amor
89. Otto de Habsburgo: Nuestro mundo en marcha
90. Álvaro Cunqueiro: Las crónicas del Sochantre
91. Jorge Luis Borges: Narraciones
92. Enrique Moreno Báez: Antología de la poesía española contemporánea
93. José Cadalso: Cartas marruecas
94. Julio Cortázar: La isla a mediodía y otros relatos
95. Luigi Pirandello: El difunto Matías Pascal
96. Jesús Fernández Santos: Los bravos
97. Dashiell Hammett: La maldición de los Dain
98. Madame de La Fayette: La princesa de Clèves
99. Ernesto Giménez Caballero: Junto a la tumba de Larra
100. Enrique Lafuente Ferrari: Historia de la pintura española